# Daeva

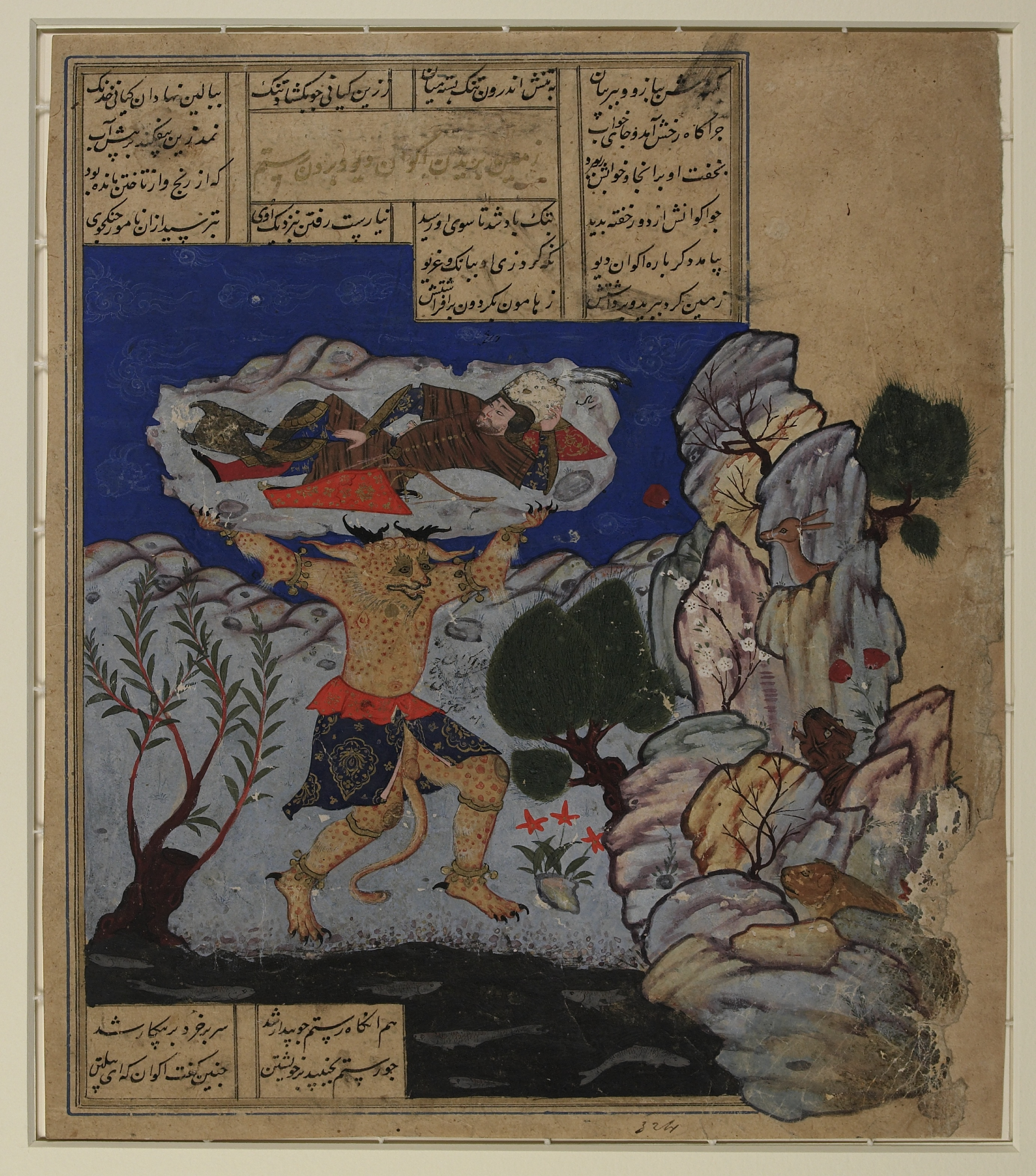
Escena del Shahnameh donde el div Akvan lanza al héroe Rostam al mar (c. 1600).

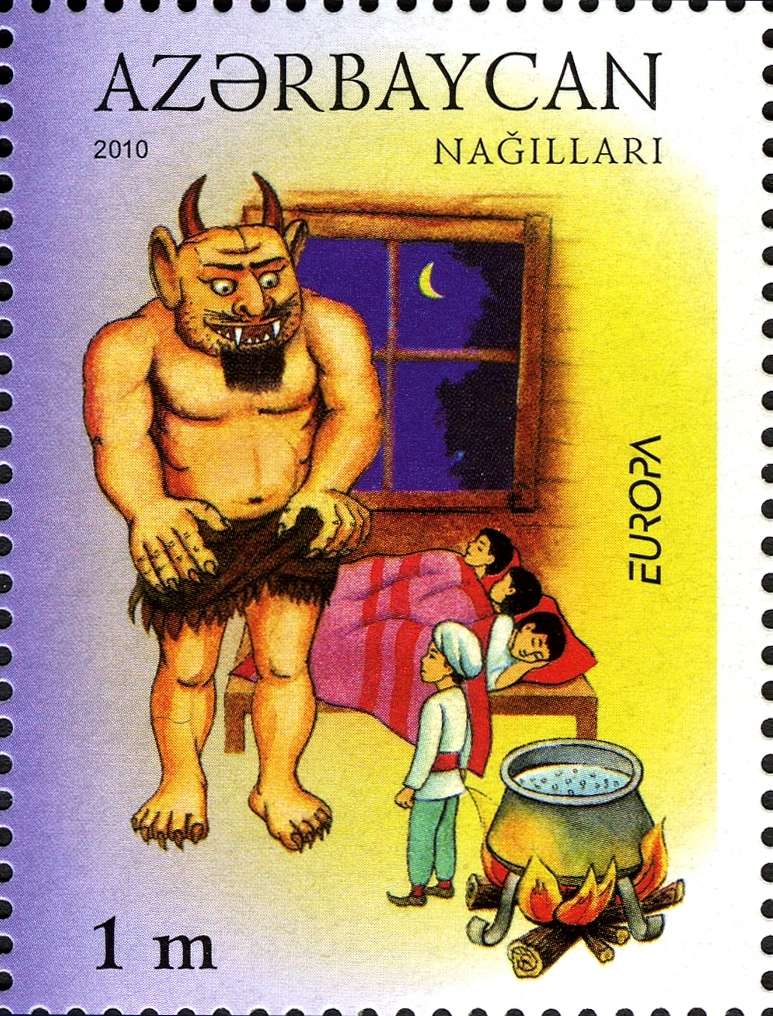
Div en un sello de Azerbaiyán de 2010.

Daeva (daēuua, daāua, daēva) que en avéstico tiene el significado de 
«un ser de luz resplandeciente», es un término utilizado para un tipo particular de ente sobrenatural o algo fuera de lo común con características desagradables (antagónicos, hostiles, maléficos). Estos seres son equivalentes, en las lenguas iranias, que incluyen el idioma pastún dêw (fantasma, demonio, gigante), el idioma baluchi dêw (gigante, monstruo), el idioma persa dīv (demonio, ogro, gigante), el idioma kurdo dêw (gigante, monstruo). En idioma georgiano  como devi (დევი) o en Armenio, es prestado como dev (դեվ). 
En los Gathas, los textos más antiguos del canon zoroástrico, los daevas son "dioses equivocados", "falsos dioses" o "dioses que son (van a ser) rechazados". Este significado, aunque sujeto a interpretación, también es evidente en una inscripción daiva en persa antiguo del siglo V a. C. En el Avesta reciente, los daevas son criaturas nocivas que promueven el caos y el desorden. En tradiciones posteriores y en el folclore, los dēws (en persa medio zoroástrico o los divs en nuevo persa) son personificaciones de todos los males imaginables.

## Etimología
En avéstico antiguo, daēuua o daēva deriva del iranio antiguo *daiva, que a su vez deriva del indoiranio *devá- ("dios"), reflejando el *deiu̯ó del idioma protoindoeuropeo, con el mismo significado. Para los derivados en un contexto europeo, véase Tyr.
El sánscrito védico cognado del avéstico daēuua es devá-, continuando en posteriores lenguas indoarias como dəv.

## Problemas de interpretación
Si bien es probable que los daevas fuesen al principio los dioses "nacionales" del prezoroastrismo en el Gran Irán, "ningún dialecto iranio conocido atestigua con claridad y certeza la supervivencia de un sentido positivo de *daiva- en iranio antiguo. Este "hecho fundamental en la lingüística irania" es imposible de conciliar con el testimonio de los Gathas, donde los daevas, aunque rechazados (al igual que sucedió parcialmente en el Hinduismo, en donde algunos Devas, fueron considerados posteriormente como Azuras), todavía, evidentemente, eran dioses que seguían teniendo un seguimiento.
Esta contradicción todavía no ha sido suficientemente explicada. Dada la información fragmentaria y discontinua de las fuentes, es un tema difícil de discernir. En general, "el rechazo a los daevas está vinculado a la reforma de Zoroastro" y Gershevitch  y otros que siguen a Lommel consideran su progresión de dioses "nacionales" a demonios debido a Zoroastro, tal vez por su condena del politeísmo.

## Comparación en védico
Aunque con algunos puntos comunes como la etimología compartida, el indoario devá- es temáticamente distinto al avéstico daēva. En el Rigveda (10.124.3), los devas son los "dioses más jóvenes", en conflicto con los asuras, los "dioses más antiguos". No existe tal división en los textos zoroástricos.
En textos védicos posteriores, el conflicto entre los grupos de devas y asuras es un tema primordial. Está atestiguado en los textos iranios, con los daevas en conflicto y oposición a Ahura Mazda y los ahuras en general, con la conocida transferencia lingüística del védico "s" al iranio "h" (de "ahura" a "asura", como en la etimología de la palabra "Hindú", que los iranios utilizaban para clasificar a las personas que vivían más allá del río "Sindhu" (en español, "Indo") en el noroeste de la India).
Los ahuras zoroástricos (de nuevo, etimológicamente relacionados con los asuras védicos) están vagamente definidos y sólo son tres. Del mismo modo, el uso de asura en el Rigveda es inconsistente y no sistemático y "no puede decirse que pueda confirmarse la existencia de una categoría de dioses opuestos a los devas." En efecto, el deva rigvédico se aplica a la mayoría de los dioses de forma diversa, incluyendo a muchos de los asuras. Esta confusión puede provenir de los orígenes históricos de ambas culturas, la zoroástrica y la védica, que compartían un lenguaje muy similar y tal vez la cultura, y sólo más tarde se dividió en los opuestos. (ver deidades rigvédicas).
Por otra parte, la demonización de los asuras en la India y la demonización de los daevas en Irán tuvo lugar "tan tarde, que los términos asociados no pueden considerarse como una característica de la dialectología religiosa indoirania".  La visión popularizada por Nyberg, Duchesne-Guillemin y WidengrenWidengren, 1964, p. 20</ref> de una oposición prehistórica de *asura/daiva implica "interminables discusiones y conjeturas" del estado de diversos entes indoiranios que en una cultura son asuras/ahuras y en otra son devas/daevas (ver ejemplos en el Avesta reciente, más adelante).
También hay alguna mención del Batido del océano por los Devas y Asuras en los Puranas hindúes Samudra manthan.

## En los textos

### En la revelación de Zoroastro
En los Gathas, los textos más antiguos del zoroastrismo y que se piensa han sido compuestos por el propio Zaratustra, los daevas no son todavía los demonios en que se convertirían en el zoroastrismo tardío.
En estos antiguos textos, son citados 19 veces y son una categoría distinta de "dioses auténticos, que, sin embargo, habían sido rechazados". En Yasna 32.3 y 46.1, los daevas todavía son adorados por los pueblos iranios. En Yasna 32.8 se señala que algunos de los seguidores de Zoroastro habían sido previamente seguidores de los daevas.
En los Gathas, el poeta censura a los daevas como seres incapaces de discernir la verdad (asha-) de la falsedad (druj-). Por consecuencia están en "error" (aēnah-), lo que les llevó a haber aceptado la mala religión. Al mismo tiempo, la herencia indoirania de los daevas como dioses benéficos es todavía evidente en numerosas expresiones que aparecen tanto en avéstico como en sánscrito védico. Por otra parte, aunque los daevas se describen como incapaces de discernimiento, nunca son identificados con la propia druj. Los daevas no son en sí mismos druj "falsos" o dregvant "seguidores de la mentira".
La conclusión que se extrae de esta ambigüedad es que, en el tiempo en que fueron compuestos los Gathas, "el proceso de rechazo, negación, o demonización de estos dioses fue sólo al comienzo, pero esta evidencia está llena de lagunas y ambigüedades, por lo que esta impresión puede ser errónea".
Aunque los daevas están claramente identificados "con el mal" (por ejemplo, en Yasna 32.5), no se identifican como "el mal". Ellos engañan a la humanidad y a sí mismos, pero no son aka mainyu (literalmente, "espíritus malignos" o "mentes malvadas", donde aka es la palabra avéstica para "mal").
En Yasna 32.4, los daevas son venerados por los Usij, descrito como una clase de "falsos sacerdotes", carentes de la bondad de la mente y el corazón, y hostiles a la ganadería y la agricultura. (Yasna 32,10-11, 44.20). Como los daevas a los que siguen "los Usij, son conocidos en toda la séptima región de la tierra como los descendientes de aka mainyu, druj y la arrogancia. (Yasna 32.3)". En Yasna 30.6 se sugiere que los sacerdotes adoradores de los daevas debaten frecuentemente con Zoroastro, pero no lograron convencerlo.
Los Gathas sólo hablan de los daevas como grupo. Los himnos tampoco mencionan a ninguno de los daevas  por su nombre individual. A pesar de que la polémica contra los daevas es un tema importante en los Gathas, en otras secciones más antiguas del Avesta los daevas ni siquiera son mencionados.

### En el Avesta reciente
En el Avesta reciente, los daevas son entes inequívocamente hostiles.
Por el contrario, la palabra daevayasna- (literalmente, «el que sacrifica a los daevas») lleva a los adeptos de otras religiones y por lo tanto aún conserva cierta apariencia de su significado original en que el prefijo daeva- todavía significa «otros» dioses. En Yasht 5.94, sin embargo, los daevayasna- son los que se sacrifican a Anahita durante las horas de oscuridad, es decir, las horas en las que los daevas acechan alrededor, y daevayasna- aparece entonces como un epíteto aplicado a aquellos que se desvían de la práctica aceptada o han cosechado una desaprobación religiosa.
El Vendidad, una contracción de vi-daevo-dāta, «dictado en contra de los daevas», es una recolección de textos avésticos tardíos que se ocupa casi exclusivamente de los daevas, o mejor dicho, de sus diversas manifestaciones, y con las formas de confundirlos. Vi.daeva- «rechazar los daevas» califica a los fieles zoroástricos con la misma fuerza que mazdayasna- («adoradores de Mazda»).
En el Vendidad 10.9 y 19.43, tres divinidades del panteón védico siguen a Angra Mainyu en una lista de demonios. Completamente adaptado a la fonología de Irania, se trata de Indra (en védico, Indra), Sarva (en védico, Sarva) y Nanghaithya (en védico, Nasatya). El proceso por el cual estos tres entes llegaron a aparecer en el Avesta es incierto. Junto con otros tres daevas, Tauru, Zairi y Nasu, que no tienen equivalentes védicos, los seis, se oponen a los seis Amesha Spentas.
En el Vendidad 19.1 y 19.44 Angra Mainyu tiene su morada en la región de los daevas que se sitúa en el norte o en el mundo inferior (Vendidad 19.47, Yasht 15.43), un mundo de oscuridad. En Vendidad 19.1 y 19.43-44, Angra Mainyu es el daevanam daevo, «el daeva» de «los daevas» o jefe de los daevas. Sin embargo, el superlativo daevo.taema es asignado al demonio Paitisha («oponente»). En la enumeración de los daevas en Vendidad 1.43, Angra Mainyu aparece primero y Paitisha aparece el último. «En ninguna parte se dice que Angra Mainyu sea el creador de los daevas o su padre».
El Vendidad suele recitarse después del anochecer desde la última parte del día que es considerada el momento de los demonios. Debido a que el Vendidad es el medio para desactivarlos, se dice que este texto, para que sea eficaz sólo debe recitarse entre la puesta y la salida del sol.

## En inscripciones
En persa antiguo daiva aparece dos veces en la inscripción daiva de Jerjes (principios del siglo V a. C.). Este texto trilingüe incluye también una referencia a una daivadana "casa de los daivas", generalmente interpretado como una referencia a una capilla o santuario.
En esta inscripción, Jerjes menciona que "por la gracia de Ahura Mazda destruí el lugar de los daivas y proclamé que los daivas no han de adorarse". Esta declaración se ha interpretado de dos maneras. O bien es ideológica y los daivas eran dioses que iban a ser rechazados, o bien fue política y los daivas eran dioses que eran seguidos por los (potenciales) enemigos del Estado. En cualquier caso, se produjo un cambio de actitud respecto a un antiguo antecesor, Ciro, que tuvo una tolerancia religiosa con las religiones existentes, ya fuesen las babilonias o las judías.

## En la tradición y el folclore

### Tradición zoroástrica
En los textos en persa medio de la tradición zoroástrica, los dews son siempre representados con el ideograma arameo ŠDYA o el plural más común ŠDYAʼn que significa "demonios", incluso en el singular.
Los dews desempeñan un papel crucial en el drama cosmogónico del Bundahishn, una visión zoroástrica de la creación finalizada en el siglo XII. En estos textos, el espíritu maligno Ahriman (el equivalente persa medio del avéstico Angra Mainyu) crea sus hordas de dews para hacer frente a la creación de Ormuzd (avéstico, Ahura Mazda). Esta idea ya estaba implícita en el Vendidad (véase los textos anteriores en el apartado del Avesta reciente), pero solo se desarrolló correctamente en el Bundahishn. En particular, Ahriman va a crear seis dews, que en la tradición zoroástrica, son la antítesis de los Amahraspands (avéstico, Amesha Spentas).
Reflejando la tarea de los Amesha Spentas a través de la cual Ahura Mazda hizo la creación, los seis antítesis son el instrumento por el que Angra Mainyu creó todos los horrores del mundo. Además, los archi-daevas del Vendidad 10.9 y 19.43 son identificados como las contrapartes antitéticas de los Amesha Spentas. Los seis archi-demonios son enumerados en las Epístolas de Zadspram (WZ 35.37) y el Bundahishn mayor (GBd. 34.27) y son los siguientes:
- Akoman, de "mal pensamiento" oponiéndose a Wahman/Bahman, de "buen pensamiento" (avéstico, Aka Manah frente a Vohu Manah).
- Indar, que congela la mente de los justos, oponiéndose a Ardawahisht de "mejor verdad" (avéstico, Indar frente a Asha Vahishta).
- Nanghait, de "descontento", oponiéndose a Spendarmad, de "santa devoción" (avéstico, Naonhaithya/Naonghaithya frente a Spenta Armaiti).
- Sawar/Sarvar, de "opresión", opuesto a Shahrewar, de "dominio deseable" (avéstico, Saurva frente a Kshathra Vairya).
- Tauriz/Tawrich, de "destrucción" opuesto a Hordad de "totalidad" (avéstico, Taurvi frente a Haurvatat).
- Zariz/Zarich, quien envenena las plantas, opuesto a Amurdad de "inmortalidad" (avéstico, Zauri frente a Ameretat).

Estas oposiciones se diferencian de las encontradas en textos, donde los principios morales (que cada Amesha Spenta representa) son opuestos a los principios inmorales. No es, sin embargo, una ruptura completa, porque mientras en los Gathas, asha (el principio) es diametralmente opuesto al abstracto druj, en la tradición zoroástrica, es Ardawahisht, el Amesha Spenta que es la hipóstasis de asha, que se opone a Indar, que congela las mentes de las criaturas de la práctica de la "rectitud" (asha). 
El Bundahishn mayor 34.27 añade dos archi-demonios más, que no están, sin embargo, en oposición a los Amesha Spentas:
- Xeshm, de "ira", opuesto a Srosh, de "obediencia" (avéstico, Aeshma frente a Sraosha).
- Gannag menog, el "espíritu apestoso", oponiéndose a Hormazd (Gannag menog es desconocido en el Avesta y Hormazd es Ahura Mazda).

### En el Shahnameh
El Shahnameh proporciona una lista de diez demonios: Âz "avaricia", Jashm "ira" (persa medio, Aeshma), Nang "deshonor", Niâz "deseo", Rashk "envidia", Kin "venganza", Nammam "revelador", Doruí "dos caras", Nâpakdín "herejía" y, no nombrado explícitamente, "ingratitud".
Algunos de los entes que en los textos persas medios son demonios, en el Shahnameh son atributos de demonios, por ejemplo, varuna, "hacia atrás" o "adentro hacia afuera", lo que refleja que tienden a hacer lo contrario de lo que se les pide hacer. Aunque Ferdousí generalmente describe a los divs como distintos de los humanos, el poeta también utiliza la palabra para referirse a "gente malvada".
Una de las historias más populares del Shahnameh es el de Rostam y el Div-e Sepid, el "demonio blanco" de Mazandarán, que ciega a los hombres de Rostam, pero que pueden curarse con la sangre de la hiel del demonio.

### Hombre-mono oDev
Dev también es utilizado por los tayikos para un gran simio (yeti) con el pelo largo y sucio que se cree vive entre Pakistán, China, Kirguistán y Uzbekistán. Los occidentales ocasionalmente reportaron haber visto criaturas extrañas o huellas raras en esta región desde el siglo XIX. También se dieron en los espesos bosques de las montañas Alborz en las zonas meridionales del mar Caspio.